# Gelinkaya, Midyat
Gelinkaya là một thị trấn thuộc huyện Midyat, tỉnh Mardin, Thổ Nhĩ Kỳ. Dân số thời điểm năm 2010 là 5.675 người.